# Paul Brouwet
Pour les articles homonymes, voir Brouwet.
Paul Louis Augustin Joseph Brouwet , né à Haine-Saint-Pierre, le 15 juin 1808 et y décédé le 12 février 1883, fut un homme politique belge francophone libéral.

## Biographie
Paul Brouwet est le fils de Hyacinthe Joseph Brouwet, receveur général des domaines en Hainaut, official de la chambre des comptes, maire de Haine-Saint-Pierre, directeur propriétaire de la verrerie de Seneffe, et de Sophie Maghe.
Il fut magistrat, industriel et ingénieur agricole.
Il fut échevin, puis bourgmestre de Haine-Saint-Pierre (1842-1882), membre du parlement,, et conseiller provincial de la province de Hainaut (1860-1872).